# Eulophia emilianae
Eulophia emilianae là một loài thực vật có hoa trong họ Lan. Loài này được C.J.Saldanha mô tả khoa học đầu tiên năm 1974.